# Saulxures (Haute-Marne)
Saulxures is een landelijke gemeente in het Franse departement Haute-Marne (regio Grand Est) en telt 128 inwoners (2018). 

Van 2 juni 1972 tot 31 december 2011 maakte zij deel uit van de fusiegemeente (commune nouvelle) Val-de-Meuse, waarna zij terug een zelfstandige gemeente werd, onder INSEE-code 52465
De plaats maakt deel uit van het arrondissement Langres en van de intercommunalité ‘Communauté de communes du Grand Langres’.

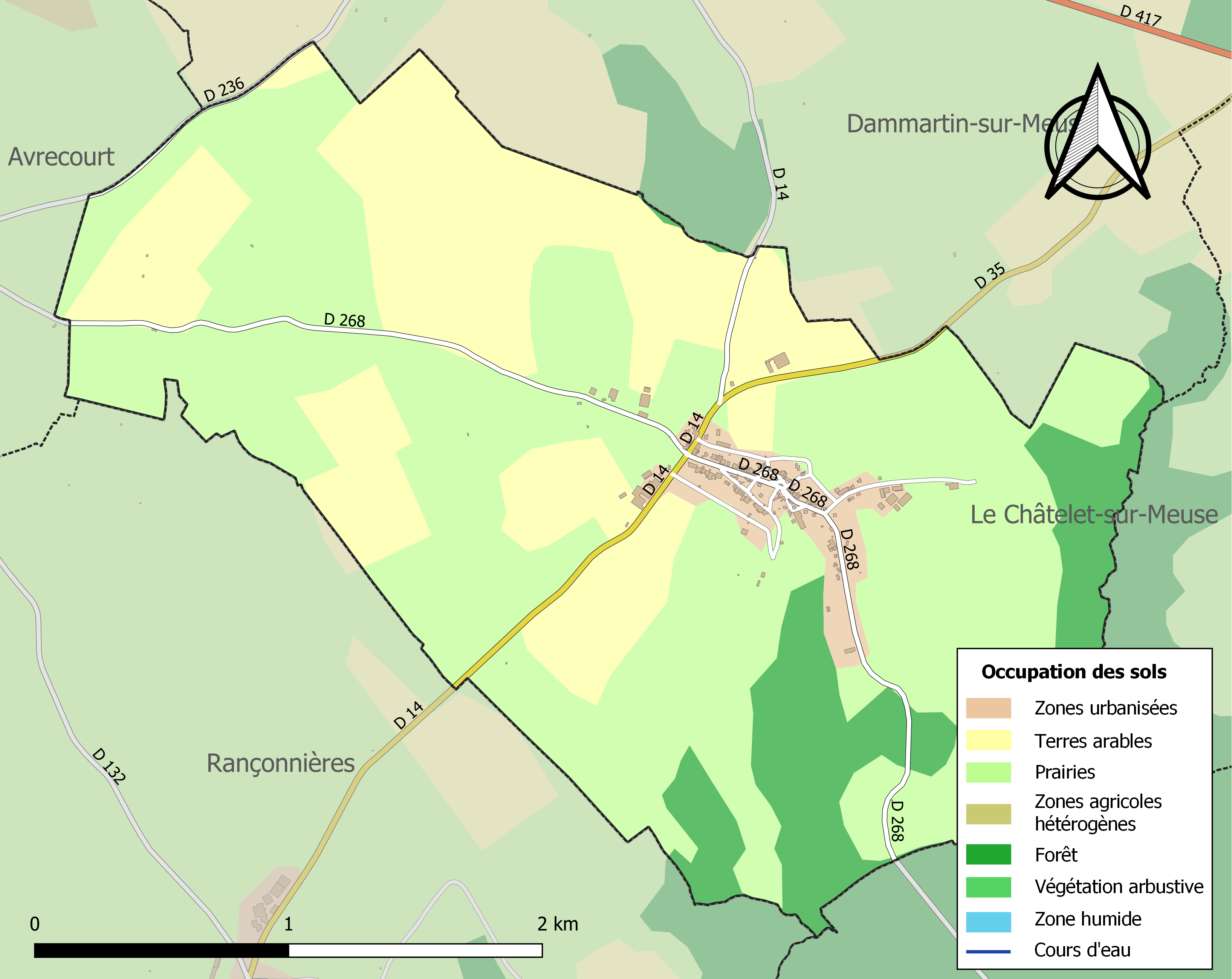
Saulxures (Haute-Marne)

1. ↑  Populations de référence 2022.